# Number 16
Number 16 (1974 – 2016), ook gekend als #16, was een in het wild levende vrouwelijke valdeurspin (Gaius villosus).
De spin leefde in het natuurreservaat 'North Bungulla Reserve' nabij Tammin in West-Australië. Number 16 stierf in 2016 en werd toen 43 jaar oud geschat. Ze is de langstlevende spin gekend. Number 16 stierf niet van ouderdom maar kwam meer dan waarschijnlijk aan haar eind door de steek van een parasitaire spinnendoder.

## Langetermijnstudie
Number 16 werd in 1974 geboren. Ze werd van maart 1974 tot 2016 door arachnologe Barbara York Main bestudeerd. Number 16 maakte deel uit van een eerste cohorte zich verspreidende spiderlingen die een graafgang ontwikkelde op een onderzoekslocatie nabij Bungulla. Haar graafgang was de zestiende die er door middel van een pin werd aangeduid. Tegen 1978 had Main op de onderzoekslocatie 101 graafgangen aangeduid, telkens op enkele meters afstand van elkaar.
Number 16 leefde haar hele leven in dezelfde graafgang. Dat is eigen aan haar soort. Meer dan 40 jaar lang werd Number 16's gesteldheid jaarlijks of halfjaarlijks door Main en/of haar medewerkers nagegaan. Naarmate Number 16's leeftijd vorderde ontwikkelden de onderzoekers de gewoonte haar graafgang bij hun rondgang als eerste te bezoeken.

## Dood
Op 31 oktober 2016 ontdekte onderzoekster Leanda Mason dat Number 16's graafgang in verval was en de spin vermist. Het spinrag van haar graafgang was doorboord door de steek van een parasitaire spinnendoder. Daardoor wordt vermoed dat Number 16 voor of na haar dood werd geparasiteerd. Tijdens een onderzoek zes maanden eerder leefde de spin nog. "Ze sneuvelde op hoge leeftijd ... het duurde even voor het doordrong eerlijk gezegd," aldus Mason.
De dood van Number 16 werd internationaal nieuws na de publicatie van een onderzoeksartikel in het wetenschappelijk tijdschrift Pacific Conservation Biology in 2018. Daar vrouwelijke spinnen van Number 16's soort zich nooit in een reeds bestaande graafgang vestigen, en hun hele leven in dezelfde graafgang doorbrengen, kwamen de wetenschappers tot het besluit dat de Number 16, toen ze stierf, 43 jaar oud moet zijn geweest.